# 欧州犯罪人引渡条約
欧州犯罪人引渡条約（おうしゅうはんざいにんひきわたしじょうやく、英: European Convention on Extradition）、またはヨーロッパ犯罪人引渡条約（ヨーロッパはんざいにんひきわたしじょうやく）は、欧州評議会加盟国によって締結された、1957年の国際的な犯罪人引渡条約である。欧州評議会加盟全47か国と、これに加盟していないイスラエル、南アフリカ、大韓民国の3か国の合計50か国が署名・加入している。
従来型の犯罪人引渡条約を踏襲しており、政治犯不引渡の原則などが盛り込まれている。他方で、被請求国での時効の成立を考慮せずに引渡しが請求できるようにしたり、手続きの簡略化を盛り込んだ第4追加議定書 (CETS No.212) が2012年に署名され、時代に合わせた変容を見せつつある。
欧州逮捕状制度が導入される前は、欧州連合間の犯罪人の引き渡しもこの条約に従って行っていた。